# Myhkiö (ö, lat 61,42, long 28,61)
Myhkiö är en ö i Finland. Den ligger i sjön Vehkajärvi och i kommunen Ruokolax i den ekonomiska regionen  Imatra ekonomiska region  och landskapet Södra Karelen, i den södra delen av landet, 240 km nordost om huvudstaden Helsingfors. Öns area är 0,1 hektar och dess största längd är 40 meter i sydöst-nordvästlig riktning.